# Pascual de Andagoya
Pascual de Andagoya (v.1498-1548) est un conquistador espagnol d’origine basque qui, adolescent, s’est joint à l’armée de Pedro Arias de Avila, généralement appelé Pedrarias, lorsque celui-ci fut nommé gouverneur de la Castille d'Or en 1513 .

## Biographie
La flotte transportant l’expédition de Pedrarias arriva à Santa María la Antigua en juin 1514. Située dans le Darién sur la côte occidentale du golfe d'Urabá, la ville avait été fondée en 1510 et était depuis dirigée par Vasco Núñez de Balboa qui, en 1513, fut le premier européen à découvrir l’océan Pacifique. Santa María était alors le seul établissement espagnol sur ce qu’on appelait alors la Terre Ferme, c’est-à-dire les terres continentales situées au sud des Antilles où plusieurs îles étaient déjà colonisées.
Au cours des années qui suivirent, Pascual de Andagoya participa à plusieurs expéditions que Pedrarias envoya à la recherche de nourriture, d’or et d’esclaves. Celles du capitaine Gaspar de Espinosa, entre autres, furent particulièrement cruelles envers les populations qui peuplaient des régions qui font aujourd’hui partie du Panama, du Costa Rica et du Nicaragua,

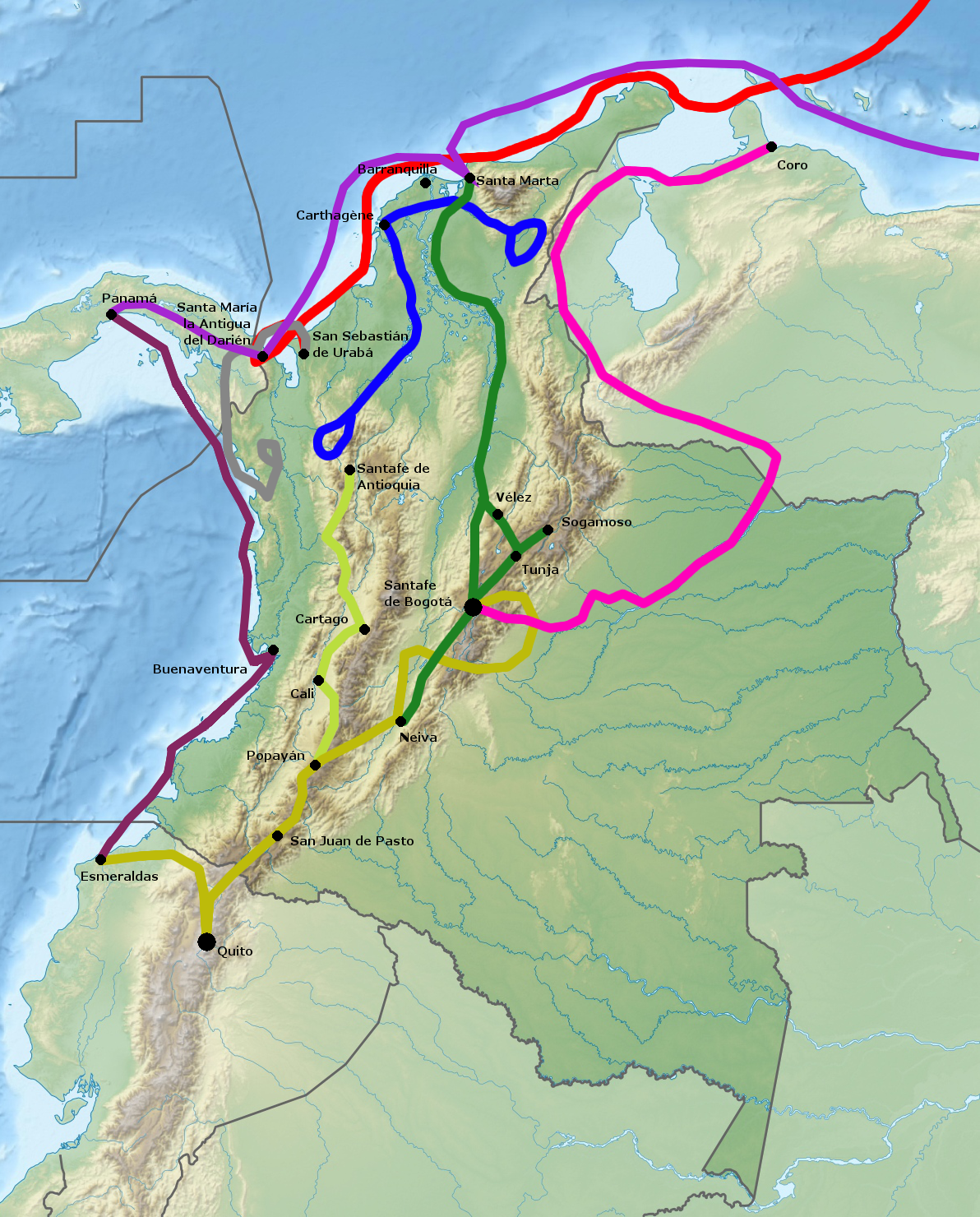
Trajet des conquistadors en Colombie Pascual de Andagoya, Diego de Almagro et Francisco Pizarro (1515-1529) en mauve.

En 1522, Andagoya prit pour la première fois la tête d’une expédition d’exploration. Il s'agissait cette fois de descendre le long de la côte ouest de l’actuelle Colombie en espérant y trouver une contrée que ses informateurs indigènes appelaient Biru. Revenu bredouille à Panama, ville fondée en 1519 par Pedrarias sur la côte pacifique de l’isthme, il se consacrera par la suite à de fructueuses activités commerciales. Malgré son peu de résultats, son voyage avait cependant ouvert la voie aux futures expéditions de Francisco Pizarro vers le Pérou.
En 1539, il obtint de la Couronne le poste de gouverneur de la nouvelle province de San Juan. Celle-ci s’étendait du Darién, au sud de l’isthme de Panama, jusqu’à la limite nord des territoires accordés depuis peu à Francisco Pizarro, à la frontière entre l’Équateur et la Colombie. La province se prolongeait à l’intérieur des terres jusqu’à la vallée du rio Cauca où se trouvaient les villes de Cali et Popayán fondées par Sebastián de Belalcázar en 1536 et 1537.
En conflit avec Belalcázar qui revendiquait le même territoire, Andagoya fut forcé de quitter la région en 1541 et se rendit en Espagne pour défendre ses droits. Il revint dans la région en 1546 au sein des forces que Charles Quint avait envoyées mettre un terme à la révolte des pizarristes. Blessé à une jambe au cours de l’ultime bataille, Andagoya mourut à Cuzco en 1548 des suites de sa blessure.

## Écrits
Conquistador de second rang, Pascual Andagoya est cependant devenu une importante source d’information pour les chercheurs qui se consacrent à l’histoire des débuts de la présence espagnole en Amérique. Il est en effet l’auteur de deux textes qui ont une grande valeur historique et ethnographique.
Le premier texte, qui n’a pour le moment jamais été traduit en français, mais qui l’a été en anglais , s’intitule: Relación que da el Adelantado de Andagoya de las tierras y provincias que abaxo se hará mención (Narration de l’adelantado de Andagoya au sujet des terres et provinces dont il sera question plus bas). L’auteur y raconte les événements qui se sont déroulés après l’arrivée de l’expédition de Pedrarias à Santa Maria la Antigua en 1514. Entre les informations qui décrivent les efforts des Espagnols pour tout simplement survivre au manque de nourriture et aux maladies tout en repoussant les limites d’un Empire, il démontre un grand talent d’observation dans ses descriptions des croyances, rites et coutumes des peuples de culture Cueva, Coiba et Paris qui peuplaient l’isthme de Panama à cette époque. Des populations que les Espagnols vont soumettre, déraciner et mener à l’extinction. Il nous offre aussi une description détaillée des différentes disputes qui déchirèrent les conquistadors rongés par l’envie et animés d’une féroce volonté de s’opposer à tous ceux qui pouvaient menacer leurs intérêts. Y figure aussi, le récit de son voyage le long de la côte pacifique de la Colombie et des observations sur les mœurs et coutumes des peuples qu'il y rencontra.    
La deuxième moitié de son récit raconte le voyage qu’il a entrepris vers Cali en 1540 dans le but de prendre possession de la province de San Juan que la Couronne lui avait accordée. À son arrivée dans les parages, il fonda sur la côte la ville de Buenaventura. Encore là, il décrit les rites et coutumes des indigènes ainsi que les mauvais traitements et atrocités commises contre eux par les Espagnols au point de réduire leurs nombres à une fraction de ce qu’ils étaient avant l'arrivée de ceux-ci.
Le deuxième texte s’intitule : Carta del Adelantado Pascual Andagoya dirigida al Emperador Carlos V sobre su partida de Panamá y prosecución de su viaje y reconocimiento hasta Cali.
Comme le suggère le titre assez facile à interprèter en français, il s’agit d’une lettre adressée à l’empereur Charles Quint dans laquelle Andagoya rend compte de l'état dans lequel se trouvait  la région de Cali lorsqu’il s’y rendit pour prendre possession de la province de San Juan. Le document met en valeur les efforts qu’il a fait pour pacifier et évangéliser les Indiens tout en formulant une critique des actions de Sebastián de Belalcázar et de ses capitaines qui ont conquis la région en tuant et détruisant tout sur leur passage.